# Ministerio de Asuntos Exteriores de Lituania
El Ministerio de Asuntos exteriores de Lituania (en lituano: Lietuvos Respublikos užsienio reikalų ministerija) es uno de los catorce ministerios del Gobierno de Lituania. Tiene su sede en Vilna. El 4 de noviembre de 1918, poco después de que Lituania restableciera la independencia, se abrió la oficina de Asuntos Extranjeros. Su misión es la participación política de Lituania en Asuntos Extranjeros y representar y proteger los intereses del Estado y de sus ciudadanos. Desde el 13 de diciembre de 2012 su ministro es Linas Antanas Linkevicius. 